# Solotronik
Solotronik is de artiestennaam. Hij componeert en speelt elektronische muziek in het Esperanto.

## Discografie
- Elektronika kompilo (2003) - Solotronik droeg bij met twee nummers.
- Iniciado Galileo (2001)
- Longa kaj prospera vivo (2000)
- PoLimoRFiA ArKiteKniA (1999) (deel van de Kolekto 2000)
  1. Masxine dance
  2. Stelo arkiteknia
  3. Lobotomiks'
  4. Juliet' vizitas la urbotronik'on
  5. Kiel S-ro Spock
  6. Relikiam blue
  7. De via nom'
  8. Luma tempo
- Astral Egoency (1998)
- Vinilkosmo-kompil' 1 (1995) - Hij droeg bij met één liedje, namelijk: Kie ne plu.
- Vulkano (1994)
- Ili estas nur kanzonoj (1992)
- Kosmo-infano (1990)